# Коянкус
Коянкус (каз. Қоянқұс) — упразднённое село в Илийском районе Алматинской области Казахстана. Входило в состав Байсеркенского сельского округа. 
В 2023 году включено в состав села Жетыген (с 2024 года — город Алатау) и исключено из учётных данных.

## Население
В 1999 году население села составляло 1451 человек (695 мужчин и 756 женщин). По данным переписи 2009 года, в селе проживало 2249 человек (1113 мужчин и 1136 женщин).

## Известные жители и уроженцы
- Конусбаев, Байгожа (1928 — ?) — Герой Социалистического Труда[3].